# 月野もあ
月野 もあ（つきの もあ、1994年3月7日 - ）は、日本のアイドル。埼玉県出身。桜美林大学卒業、仮面女子、アーマーガールズ、Prism、無限女子Forward、カランコエのメンバー。愛称は“もあちゃん、”など。アリスプロジェクト所属。担当カラーは紫。

## 人物・来歴等
趣味・特技：ベース（EDWARDS月野もあオリジナルモデルベース制作）、フルート（吹奏楽）、空手（逆真空手初段）、日本語教師有資格者、コスプレ、軟体女子、グルメ、食べることが大好き。2013年12月14日、アリスプロジェクトに正式に所属。
2014年2月11日、スライムガールズとしてステージデビュー、同年5月3日、ぱー研！に昇格。同年8月10日、アーマーガールズに昇格。また、17日後の8月27日、仮面女子の初ステージに立つ。同年12月14日、Prismに入学。
2015年3月15日、自身初となるP.A.R.M.Sでの生誕祭は当時過去最高（翌年自身の生誕祭で412人動員し、記録更新）となる411人動員してチケットはソールドアウト。同年6月、ポメラニアンを飼い始め『神楽（かぐら）』と命名。同年8月19日、ベースマガジン9月号からベーマガ史上初となるグラビア連載『VISUAL COLLABORATION feat.月野もあ』として掲載。以降、翌年5月号まで9ヶ月継続。同年11月23日、仮面女子メンバーの一員としてさいたまスーパーアリーナ公演を成功させる。
2016年2月25日、27日ベースマガジンでも撮影していただいている、写真家・魚住誠一氏のトークショーに参加。同年3月13日、自身の生誕祭で月野もあモデルベース『EDWARDS E-FR-MOA Custom』初披露。同年10月5日、夢であった声優作品『TO BE HERO』が放送開始。同年12月19日、ベースマガジン1月号から『VISUAL COLLABORATION -the second season- feat.月野もあ』として異例ともいえる再連載開始。
2017年2月、東京アニメアワードフェスティバル『アニメファン賞』で『TO BE HERO』が第7位。同年3月11日、アーマーガールズ3代目センターに。同年4月15日から白甲冑着用。同年5月、カゴメナポリタンスタジアム2017に出演し、ソロベース演奏披露。同年7月、『マクドナルド』『ガスト』『ローソン』3社がコラボした｢夏のロコモコオールスターズ｣のWebCMに出演。同年8月、松戸市のコンテンツ産業を広く全国へ発信する「松戸コンテンツPR大使」に任命された。同年10月、仮面女子が秋葉原観光大使就任と同時に秋葉原おもてなしキャラクター『秋津ミツバ』のCVに任命された。同年10月26日、YouTube『もあチャンネル』開設。同年12月27日、ディファ有明で開催された完全投票型声優イベントV-NEXTで初代グランプリを獲得。
2018年4月6日、松戸警察署一日署長になり交通安全キャンペーンを開催。同年5月、2年連続でスペシャルサポーターとして『国民的萌えクィーンコンテスト』に出演。同年6月、自身のInstagramアカウントを作成。同年8月、WEBファッションマガジン『KERA』のモデル『ケラ！モ』になったことを発表。また、ベースマガジンの連載が累計で連載30回に到達。同年9月、2代目未来予想王に輝く。同年10月、本人がCVをしている『秋津ミツバ』がバーチャルYouTuberとしてデビューし、“2.5次元”になるという昔からの夢が叶う。
また、同じくバーチャルYoutuberであるホロライブの宝鐘マリンが「推し」であることを公表しており、公式Xアカウントに推しマークをつける、本人のオリジナル楽曲をベースカバーするなど積極的な推し活を行っている。
2020年2月8日から1週間池袋シネマ・ロサにて主演映画『未来の唄』が上映される。
2020年4月17日、完全自己プロデュース音声コンテンツ【moa radio ໒꒱】開始。
2020年5月17日から24日（全8回公演）、Zoom生演劇『オンラインノミ』仮面女子Ver.に出演。
2020年5月22日、ABEMAのオンラインシネマ第2話『GO!CON!』に出演。
2020年12月12日に行われた仮面女子ワンマンライブ「MASK PRIDE2」では月野がラップ部分を作詞した「ココロイド」が披露された。
2021年6月2日発売予定の仮面女子1stアルバム「MASK A RAID」に月野作詞曲「PROUD☆KNIGHT（アーマーガールズ）」が収録される。
2023年6月1日、頭のサイズが54cmであることを公表。

## 出演

### テレビアニメ
2016年
- TO BE HERO（ミン）

2017年
- クリオネの灯り（ショウタ）
- おにゃんこポン（女子高生〈せり〉）

2018年
- パレットアイランド（えんのすけ）
- TO BE HEROINE（花屋二葉）

2022年
- 邪神ちゃんドロップキックX（お姉さん）

2024年
- 超普通県チバ伝説（テガちゃん）

### ドラマCD
- 神力アイドル ミヤビノシスターズ（2017年6月28日発売） - 鹿島聖子 役
- ∞（むげん）伝説MEGAミックス（2017年9月27日発売） - クリス 役
- DUEL!（2017年10月28日発売） - 百合澤あいな 役
- 伊賀流モモチの昭和浪漫探偵録（2018年3月28日発売） - 百地ユリ 役
- 私の英雄（ヒーロー）に祝福を！！ 第12話（最終話2018年5月12日）- モアミ 役

### テレビ番組
- ガサ入れ!仮面女子（2016年2月27日、TOKYO-MX）
- お願い!ランキング（テレビ朝日）
- NEO決戦バラエティ キングちゃん（2016年10月17日、テレビ東京）
- AKIBAだんじょん!（2016年12月8日、TOKYO-MX） - ナレーション担当
- カワウソちぃたん☆が行くホントの日本（千葉テレビ） - カワウソちぃたんの声担当
- 全力坂（2017年9月13日・21日、テレビ朝日）
- タカトシのバラエティだろ〜が‼︎（2017年11月22日、AbemaTV）
- S-PARK内『ちぃたん☆チャレンジROAD TO 2020』（フジテレビ） - ちぃたん☆の声担当
- 車あるんですけど…?（2019年1月12日、テレビ東京）
- スポットライト〜夢見るアイドルリアリティーショー〜（2021年1月17日～、CBCテレビ）

### CM
- ドラゴンボールZ 超究極武闘伝（2016年、任天堂）
- 御城 プロジェクト:RE（2016年、DMM.comラボ） - 一乗谷城 役[9]
- ローソン・ガスト・マクドナルド、3社のロコモコキャンペーン（2017年） - 制服女子 役

### 映画
- スカートギャング（2016年 アリスプロジェクト） - 女生徒 役
- 満腹探偵クウコ（2016年 アリスプロジェクト） - 主演・クウコ（大森 空子） 役
- サマータイムエンジェル（2016年 アリスプロジェクト） - カラテフラッシュ 役
- CYBORG009 CALL OF JUSTICE（2016年） - 予告編・アフレコ担当
- Candle For Minority（2017年 アリスプロジェクト） - 冴子 役
- 万葉の結び（2017年 アリスプロジェクト） - 司書 役
- キセキのバトン（2017年 アリスプロジェクト） - 真奈 役
- いま、ダンスする（2017年 アリスプロジェクト） - 秋島 爽子 役
- 未来の唄（2019年 アリスプロジェクト） - 主演・塚田 未来 役

### 吹き替え

#### アニメ
- ネコのクラちゃん Ordinary days（2025年、リズ クライシス[10]）

### ウェブドラマ
- オンラインシネマ『GO!CON!』（2020年5月22日、ABEMA）- エセ女子高校生桜 役[11]

### ウェブ番組
- バトスピ エクストリームゲーム（2017年～ 、YouTube）- MC

### 舞台
- Zoom生演劇『オンラインノミ』仮面女子Ver.(2020年5月17日〜24日 全8回）- マキ 役

### ラジオ
- 今日は一日○○三昧（2016年11月3日、NHK-FM） - 第172回「今日は一日“吹奏楽”三昧リターンズ」。ゲスト：桜のどか（仮面女子）、飯森範親（指揮者）、中橋愛生（作曲家）、オザワ部長（作家・吹奏楽研究家）、つるの剛士、かみじょうたけし、他。
- オザワ部長の青春RADIO吹奏楽部（2017年6月17日以降、全国のJFN加盟局で放送）
- オザワ部長の青春RADIO吹奏楽部　歓喜と涙のコンクール編（2017年12月31日以降、全国のJFN加盟局で放送）
- OTTAVA Bravo Brass　ブラバンピープル集まれ！オザワ部長のLet’s吹奏楽部（2018年5月5日など、コンテンポラリー・クラシック・ステーションOTTAVA）
- Bravo Brass〜集まれ!ブラバンピープル〜（2019年4月6日 - 、コンテンポラリー・クラシック・ステーションOTTAVAおよび全国のJFN加盟局で放送）

### ゲーム
- ネットハイ（アーミィ）
- 戦国修羅SOUL（女主人公）
- 三国BASSA!!（孫堅）
- √Letterルートレター Last Answer（石原由香里）
- グリモア〜私立グリモワール魔法学園〜（ちぃたん☆）
- Root Film ルートフィルム（謎の少女[12]）
- 絵師神の絆 （オプティン）
- Relayer（サターン、アズール[13]）

### アプリ
- 秋津ミツバアラーム（秋津ミツバ）

### Vtuber
- Mitsuba Channel（秋津ミツバ）

### 音声コンテンツ（ASMR）
- 妄想!推しメン・マンション（2021年4月16日、とまとレコード）

## 掲載誌
- ベース・マガジン(リットーミュージック)
- 声優プリンセス VOL.2
- Pick-up Voice
- S Cawaii!
- 空手道マガジンJKFan
- ランドローバーライフ
- シュシュアリス
- 日本カメラ
- 週刊プレイボーイ
- 週刊大衆
- MAOMOR
- EX MAX
- カススク125
- コスプレイメイト
- ファミ通
- ゲームラボ
- 月刊ニュータイプ（2017年1月号）
- BOUQUET（シンコーミュージック）
- 660magazine（芸文社）
- 漫画アクション（双葉社）
- Soup.
- CHINTAI
- tulle